# 埔地
埔地位于马来西亚霹雳州，由华都牙也县议会管辖。然而埔地距离首府怡保市更为接近，约有16公里。当地设有一所华文小学。此镇已逾百年历史，并曾拥有过警察局、菜市场等设施，不过现已消失。

## 清真寺列表
- Masjid Siputeh 31560 Siputeh, Perak